# Agnostider
Agnostider (Agnostida) är en ordning bland trilobiterna som levde under kambrium och ordovicium för omkring 540 till 440 miljoner år sedan.
De var förhållandevis små, endast en centimeter långa, blinda med lika stora huvud- och stjärtsköldar och endast två mellankroppssegment. De levde på djupt vatten. Benens byggnad liknar den hos många kräftdjur och vissa forskare har i stället velat placera agnostiderna bland dessa. Agnostus pisiformis är vanlig som fossil i svensk alunskiffer ofta i mycket välbevarade exemplar där hårstrån och andra detaljer är väl synliga.